# 拟蓝翠雀花
拟蓝翠雀花（学名：Delphinium pseudocaeruleum）是毛茛科翠雀属的植物，是中国的特有植物。分布在中国大陆的甘肃等地，生长于海拔1,200米至2,500米的地区，见于山地草坡，目前尚未由人工引种栽培。